# Ябедино
Ябедино — деревня в городском округе Истра Московской области России, до 2017 года — деревня сельского поселения Лучинское Истринского района. Население — 140 чел. (2010). В деревне 5 улиц, зарегистрировано садоводческое товарищество (СНТ) и два некоммерческих партнёрства.
Ябедино расположено у южной стороны Волоколамского шоссе, вдоль левого берега реки Малой Истры, примерно в 6 км на юго-запад от Истры, высота над уровнем моря — 165 м. Менее чем в 1 км, — железнодорожная платформа Рижского направления Московской железной дороги Чеховская, ближайшие населённые пункты — примыкающая с востока Шёлковая Гора, за ней Лучинское, на севере — Первомайский и Слабошеино.

## Население
| 1852 | 1859 | 1890 | 1899 | 1926 | 2002 | 2006 |
| ---- | ---- | ---- | ---- | ---- | ---- | ---- |
| 172  | ↘151 | ↗201 | ↗226 | ↗257 | ↘117 | ↘98  |
| 2010 |      |      |      |      |      |      |
| ↗140 |      |      |      |      |      |      |